# Чили на зимних Олимпийских играх 1960
Чили принимала участие в зимних Олимпийских играх 1960 года в Скво-Вэлли (США) в четвёртый раз за свою историю, но не завоевала ни одной медали.

## Состав сборной
Страну представляли 5 спортсменов: все — мужчины, все — горнолыжники.
Самым молодым участником сборной был 19-летний Франсиско Кортес, старшим — 23-летний Висенте Вера.

## Результаты
Лучшим результатом для сборной стало 28 место Эрнана Боэра в слаломе

### Горнолыжный спорт
| Спорстмен        | Соревнование      | Результат | Результат |
| Спорстмен        | Соревнование      | Время     | Место     |
| ---------------- | ----------------- | --------- | --------- |
| Виктор Тагле     | скоростной спуск  | 2:26,9    | 39        |
| Эрнан Боэр       | скоростной спуск  | 2:26,7    | 38        |
| Висенте Вера     | скоростной спуск  | 2:24,5    | 32        |
| Франсиско Кортес | скоростной спуск  | 2:20,8    | 31        |
| Эрнан Боэр       | гигантский слалом | 2:28,5    | 56        |
| Франсиско Кортес | гигантский слалом | 2:14,3    | 46        |
| Висенте Вера     | гигантский слалом | 2:07,7    | 38        |
| Марио Вера       | гигантский слалом | 2:06,8    | 36        |

Слалом
| Спорстмен        | 1 спуск           | 1 спуск          | 2 спуск           | 2 спуск | Результат         | Результат |
| Спорстмен        | Время             | Место            | Время             | Место   | Время             | Место     |
| ---------------- | ----------------- | ---------------- | ----------------- | ------- | ----------------- | --------- |
| Виктор Тагле     | дисквалифицирован | —                | —                 | —       | —                 | —         |
| Франсиско Кортес | время неизвестно  | время неизвестно | дисквалифицирован | —       | дисквалифицирован | —         |
| Эрнан Боэр       | 1:24,2            | 37               | 1:22,9            | 28      | 2:47,1            | 28        |
| Висенте Вера     | 1:20,4            | 29               | дисквалифицирован | —       | —                 | —         |